# Сипотень
Сипотены (рум. Sipoteni) — село в Каларашском районе Молдавии. Является административным центром коммуны Сипотень, включающей также село Подул Лунг.

## География
Село расположено на высоте 132 метров над уровнем моря.

## Население
По данным переписи населения 2004 года, в селе Сипотень проживает 7370 человек (3654 мужчины, 3716 женщин).
Этнический состав села:
| Национальность | Число жителей | Процентный состав |
| -------------- | ------------- | ----------------- |
| молдаване      | 7102          | 96.36             |
| румыны         | 208           | 2.82              |
| русские        | 27            | 0.37              |
| украинцы       | 22            | 0.3               |
| гагаузы        | 5             | 0.07              |
| болгары        | 2             | 0.03              |
| прочие         | 4             | 0.05              |
| Всего          | 7370          | 100 %             |